# Crawford Ashley
Gary Crawford (ur. 20 maja 1964 w Leeds) – brytyjski bokser, dwukrotny mistrz Europy (EBU) w kategorii półciężkiej (1997, 1998).

## Kariera zawodowa
Zadebiutował w 1987 r., pokonując w swoim debiucie doświadczonego zawodowca Steve'a Warda. Crawford zwyciężył przez nokaut w 2. rundzie. Porażki doznał już w swojej trzeciej zawodowej walce, w której przegrał z Glazzem Campbellem. 31 października 1989 r. zmierzył się z niepokonanym Brytyjczykiem Carlem Thompsonem. Crawford pokonał starszego o sześć dni rywala, wygrywając przez techniczny nokaut w 6. rundzie. Stawką pojedynku było mistrzostwo Wielkiej Brytanii części wschodniej.
28 lutego 1991 r. zmierzył się z Graciano Rocchigianim w pojedynku o mistrzostwo Europy w kategorii półciężkiej. Brytyjczyk przegrał niejednogłośnie na punkty, przegrywając na terenie rywala. 23 września następnego roku dostał ponowną szansę walki o mistrzostwo Europy w tej samej kategorii wagowej. Rywalem Brytyjczyka był pochodzący z Ugandy, ale walczący pod flagą Włoch Yawe Davis. W pojedynku, który odbył się we Włoszech został ogłoszony remis a tytuł pozostał bez właściciela.
23 kwietnia 1993 r. zmierzył się z Amerykaninem Michaelem Nunnem w pojedynku o mistrzostwo świata WBA w kategorii superśredniej. Walka odbyła się w The Pyramid (Memphis) w Stanach Zjednoczonych jako główny pojedynek gali. Nunn zwyciężył przez techniczny nokaut w 6. rundzie. Walka została przerwana w rundzie 6., gdyż Crawford był liczony trzykrotnie przez sędziego a w kontrakcie była zasada, że trzy nokdauny w rundzie kończą pojedynek. Do momentu przerwania walki, Nunn wyraźnie prowadził na punkty u wszystkich sędziów. W 1995 r. walczył o mistrzostwo świata WBA w kategorii półciężkiej. Ashley przegrał na punkty z Virgilem Hillem.
1 marca 1997 r. zmierzył się z Roberto Dominguezem w pojedynku o mistrzostwo Europy w kategorii półciężkiej. Tytuł zwakował Holender Eddy Smulders, który przystąpił do pojedynku o mistrzostwo świata. Ashley zwyciężył w Liverpoolu, zdobywając mistrzostwo Europy. Tytuł obronił 31 maja 1997 r., pokonując na punkty Francuza Pascala Warusfela. Tytuł utracił w drugiej obronie, przegrywając przez techniczny nokaut w 2. rundzie z Ole Klemetsenem.
26 września 1998 r. odzyskał mistrzostwo Europy, pokonując minimalnie na punkty Mohameda Siluvangiego. Tytuł stracił w pierwszej obronie, przegrywając z Clintonem Woodsem.

## Pozycje w rankingach światowych
BoxRec 
Kategoria półciężka:
Pozycja 15. (1991)
Pozycja 10. (1992)
Pozycja 4. (1998)
Pozycja 15. (1999)